# 대한민국 상법 제106조
대한민국 상법 제106조는 지정가액준수의무에 대한 상법총칙의 조문이다.

## 조문
제106조 (지정가액준수의무) (1) 위탁자가 지정한 가액보다 염가로 매도하거나 고가로 매수한 경우에도 위탁매매인이 그 차액을 부담한 때에는 그 매매는 위탁자에 대하여 효력이 있다.

(2) 위탁자가 지정한 가액보다 고가로 매도하거나 염가로 매수한 경우에는 그 차액은 다른 약정이 없으면 위탁자의 이익으로 한다.